# Some Nights
Albums de fun.
Aim and Ignite
(2009)
Singles
1. We Are Young
Sortie : 20 septembre 2011
2. Some Nights
Sortie : 4 juin 2012
3. Carry On
Sortie : 23 octobre 2012
4. Why Am I the One
Sortie : 26 février 2013

Some Nights est le second album studio du groupe d'indie pop fun.. Il est sorti le 21 février 2012 sur le label Fueled by Ramen. Il a été enregistré en 2011 et produit par Jeff Bhasker. Après avoir signé dans un nouveau label, le groupe a commencé à travailler sur Some Nights, pendant neuf mois. Dans certains pays, l'album a reçu le sticker Parental advisory en raison de l'usage du mot « fuck » dans les chansons Some Nights (Intro) et Some Nights. Aux États-Unis, il n'a été ajouté qu'après la sortie de l'album et le succès de la chanson-titre.
We Are Young est le premier single extrait de l'album et a renforcé le succès de l'album grâce à ses passages télévisés et à son utilisation dans des publicités. Some Nights, le second single issu de l'album, a également connu un grand succès. D'après Metacritic, l'album a reçu des avis mitigés de la part des critiques. Le groupe a reçu deux nominations aux Grammy Awards pour cet album.

## Contexte
Le groupe a signé avec le label Fueled by Ramen à la fin de l'année 2010. Son chanteur Nate Ruess, qui appréhendait de rejoindre un grand label, se souvient que le changement a été très facile pour le groupe puisque chaque partie savait ce qu'elle attendait de l'autre. Cela faisait près de neuf mois que le groupe avait été approché par la direction du label. Ruess avait été flatté que des employés de Fueled by Ramen achètent leur propre billet pour leurs concerts et qu'ils parlent d'eux « avec la passion qu'on réserve généralement à un artiste avec lequel on travaille ». Après de longues discussions à l'intérieur du groupe, fun. décide de faire un essai avec le label.
Nate Ruess se souvient avoir beaucoup écouté de hip-hop durant la production de l'album, ce qui l'a grandement influencé. Le groupe s'est senti inspiré et a commencé à travailler sur de nouvelles chansons, chacune portant une indéniable influence hip-hop. Le groupe a donc réalisé qu'il lui fallait un producteur issu de ce courant musical[réf. nécessaire]. Après avoir cherché dans les livrets de ses albums hip-hop, Nate Ruess a remarqué que le nom de Jeff Bhasker revenait souvent. À l'époque, le producteur travaillait avec Beyoncé mais le leader de fun. a persisté pour le rencontrer.

## Enregistrement et production
(mai 2023).
Le contenu est difficilement compréhensible vu les erreurs de traduction, qui sont peut-être dues à l'utilisation d'un logiciel de traduction automatique.
Le procès créatif le plus community en train d'enregistrer Some Nights a son origin à Ruess. Ruess commencait avec les paroles de chanson et une melodies, ensuite Andrew Dost et le guitarists Jack Antonoff construire des accords musicals et un instrumentation pour « souvenir cette mélodie ». Dost a observé qu'en train d'enregistrer, en dépit du plan bien défini du composateur, les egos individuels « disparaîent plutôt » et « tout le monde est heureux travailler pour le meilleur possible chanson » en façon uni. L'interaction entre Bhasker et le groupe à l'atelier était inspirée par les deux, étant donné que Bhasker n'avait jamais travaillé avec un groupe de rock tandis que Fun n'avaient jamais travaillés avec un producteur du hip-hop. Bhasker s'amusait en particulier en enregistrant les guitares avec le guitariste Jack Antonoff parce que ça était une nouvelle expérience lorsque Dost sentait qu'écouter aux rythmes composés par Bhasker est « époustouflant ».
Pour Some Nights Ruess a fait le point de produire les chansons plus cohésives parce qu'il estimait que son écriture était « dans tous les coins ». Ça veut dire : créer les chansons concis au lieu de celles « longues et interminables ». Bhasker a été partisan de n'utiliser qu'un instrument produire les plus forts sons pour « ne la chanson surcharger pas avec les idées » ; il a déclaré que chaque élément de la chanson faut être bien choisi. Janelle Monáe a collaboré avec le trio sur « We Are Young » grâce à son amitié avec Bhasker. Bhasker a été mérité pour effectuer un plus grand son et une traduction acoustique toute neuve au groupe qui avait été absent sur leur début « Aim and Ignite ».
L'album est un métissage de l'indie pop, le rock théâtral, et l'hip-hop ; ce son existe grâce à Bhasker. Le titre Some Nights a été lancé par Ruess, avant de la création d'aucune chanson sur l'album. Il veut réfléchir le façon de quel les personnalités peuvent changer chaque nuit, n'importe quoi. Même que l'album n'est pas un album-concept, le titre avait changé considérablement les idées du groupe à propos de lui : Dost a dit « C'est mieux ainsi qu'il y a un titre pour faire connaître les paramètres surtout du chose sur quel on travaille. » Le groupe a fini la production de l'album à l'octobre 2011. Ruess a appelé les sept mois passés en enregistrant cet album ceux les plus enrichissants de ses dix ans de travail dans la domaine de la musique ; il les appelait l'instant le plus marquant de sa carrière.

## Promotion et sortie
La chanson We Are Young est reprise dans l'épisode Hold On to Sixteen (La jeunesse est un art) de la série américaine Glee, diffusé pour la première fois le 6 décembre 2011 aux États-Unis. Dès lors, les ventes du single s'envolent et portent l'album.

## Réception

### Accueil commercial
En 2013, l'album a été certifié disque d'or en France, pour 50 000 exemplaires écoulés
L'album a été vendu à plus de 2,6 millions d'exemplaires dont plus d'un million aux USA (platine),.

## Liste des pistes
Toutes les chansons sont écrites et composées par Nate Ruess, Andrew Dost, Jack Antonoff et Jeff Bhasker (sauf pour les pistes indiquées).
| 1.    | Some Nights (Intro)                                                    | 2:18 |
| 2.    | Some Nights                                                            | 4:37 |
| 3.    | We Are Young (featuring Janelle Monáe)                                 | 4:10 |
| 4.    | Carry On                                                               | 4:38 |
| 5.    | It Gets Better                                                         | 3:36 |
| 6.    | Why Am I the One                                                       | 4:47 |
| 7.    | All Alone                                                              | 3:04 |
| 8.    | All Alright (Ruess, Dost, Antonoff, Bhasker, Jake One et Emile Haynie) | 3:57 |
| 9.    | One Foot (Ruess, Dost, Antonoff et Haynie)                             | 3:32 |
| 10.   | Stars                                                                  | 6:53 |
| 41:32 |                                                                        |      |

| 11. | Out on the Town                                                    | Ruess, Dost, Antonoff et Haynie  | 4:21 |
| 12. | Out on the Town (version acoustique, iTunes pre-order bonus track) | Ruess, Dost, Antonoff et Bhasker | 4:08 |